# Кезон Дуиллий Лонг
Кезон Дуиллий Лонг (лат. Kaeso Duillius Longus; V век до н. э.) — римский политический деятель из плебейского рода Дуиллиев, член второй коллегии децемвиров (450—449 годы до н. э.).
Аппий Клавдий, руководивший выборами во вторую децемвирскую коллегию, смог обеспечить победу в них ряду выгодных для себя кандидатов. Среди них были три плебея, включая Кезона Дуиллия; Клавдий сделал их децемвирами, чтобы расположить народ в свою пользу. Таким образом, Дуиллий стал одним из трёх плебеев, впервые занявших высшую должность в Римской республике.
Когда на земли Рима напали эквы, Кезону Дуиллию наряду с ещё четырьмя децемвирами поручили войну с ними. Однако войско, недовольное политическим строем, не хотело воевать и было полностью разгромлено на Альгиде, после чего бежало в Тускул.
После примирения патрициев и плебеев Дуиллий, как и все его коллеги по должности, стал частным лицом и отправился в изгнание; его имущество было конфисковано.